# Molí de Bellús
El Molí de Bellús (en algunes fonts Molí de Ballús) és un antic molí fariner del municipi d'Avià, situat a la Riera de les Febres o Riera de Graugés. L'edifici és al costat d'un desnivell on la riera fa una petita cascada d'uns 10 m per sobre d'una balma. La propietat està documentada ja al s.xvi. De fet, però, el molí fou construït a finals del s. xvii o principis del següent. Al s. xix patí moltes reformes, es practicaren diverses obertures i s'alçaren nous nivells.

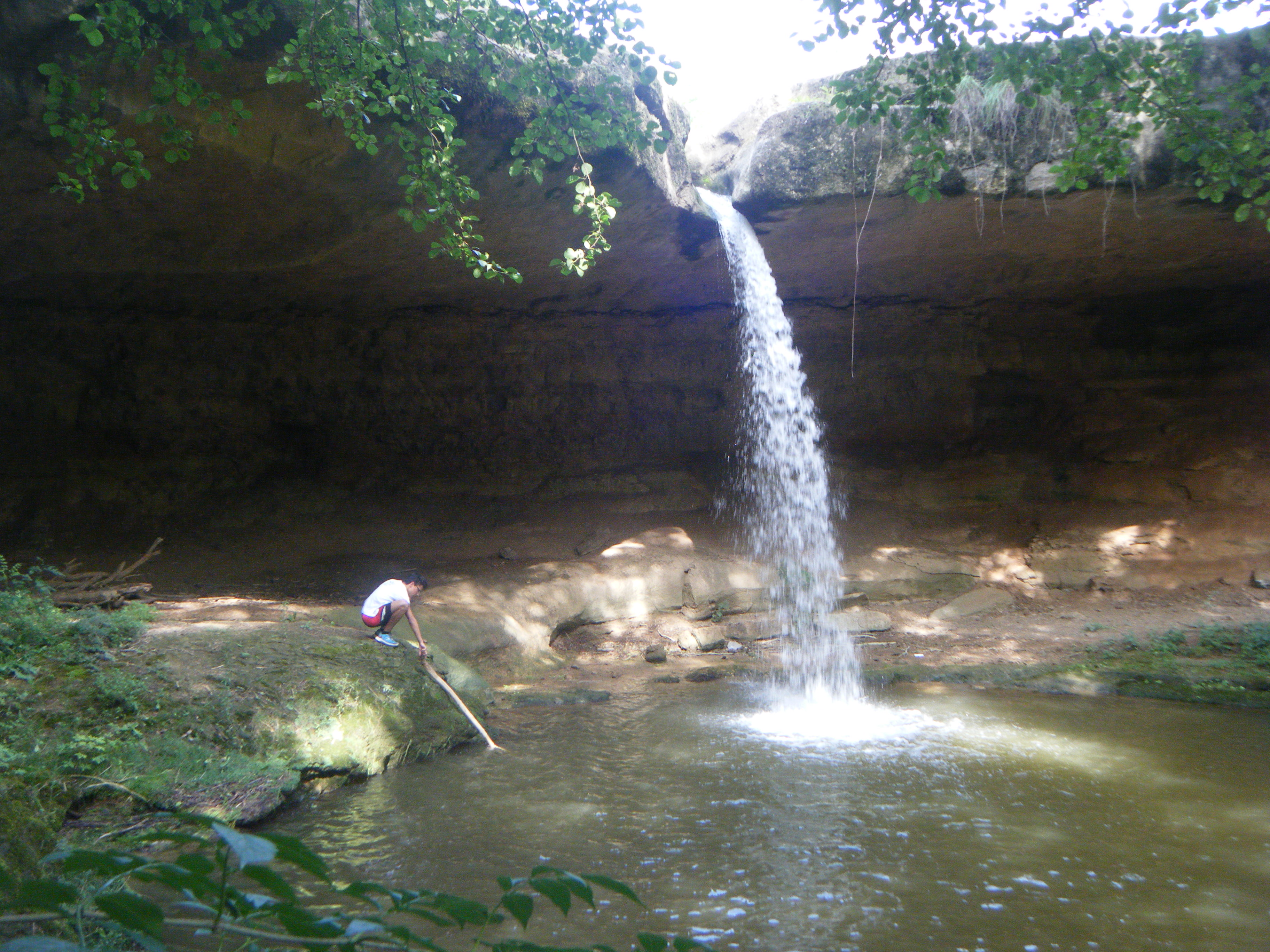
El salt i la balma.

Antic molí fariner ubicat en una zona amb molt de desnivell. El parament és a base de carreus de pedra de grans dimensions, sense desbastar i unida amb morter. La coberta és a una sola vessant de teula àrab. Destaquen algunes de les obertures de la zona superior, dos arcs de mig punt suportats per una pilastra. Està estructurat en quatre pisos diferents; el nivell inferior és el més petit de tots. Les obertures es troben sobretot als nivells superiors i estan fetes amb maó deixat a la vista.